# Ministère de la Santé (Pérou)
Pour les articles homonymes, voir Ministère de la Santé.
Le Ministère de la Santé (MINSA) est le département du pouvoir exécutif chargé du domaine sanitaire au Pérou. 
L'actuel titulaire est Kelly Portalatino.

## Histoire
Le ministère de la Santé fut créé le 5 octobre 1935 lors du 50e anniversaire du décès d’un martyr de la médecine péruvienne, Daniel A. Carrión. 
Sa fondation fut sanctionnée par décret D.L. 8124 sous le nom de Ministère de la Santé publique, du Travail et de la Prévision sociale, auquel se sont intégrés l’ancienne Direction de la Salubrité publique, les sections du Travail et la Prévision sociale et la direction des affaires indigènes du Ministère de la Promotion ainsi que certaines prérogatives du bureau de bienfaisance du Ministère de la Justice.
De 1942 à 1968, il prend le nom de Ministère de la Santé publique et de l’Aide sociale, puis le ministère adopte sa dénomination actuelle : Ministère de la Santé.